# 野村六彦
野村 六彦（のむら むつひこ、1940年2月10日 - ）は、広島県広島市出身の元日本代表サッカー選手。元日立（現柏レイソル）所属。日本サッカーリーグ(JSL)初代得点王。ポジションはFW又はMF。

## 経歴

### 選手として
実家は老舗の文具店。広島市立袋町小学校を経て、広島市立国泰寺中学校へ進む。小学校6年までは野球をやっていたが、周りから、せっかくサッカーの名門国泰寺に入ったんだから男らしいサッカーをやろうと誘われ、サッカー部に入部。一年生は30数人いたが、基礎練習の反復が面白くなく3日で8人に減った。野村もその1人だったが、負けたようで悔しく再入部する。宮本輝紀、今西和男らも同中学出身。卒業後は、当時"広島三強"といわれた国泰寺高、広大附属、修道に負けないサッカー部をと強化していた広島舟入高校の校長に誘われ同校に進学。ドリブル力やフェイントなどに秀でた選手として「超高校級」と評判をとった。3年時には主将として今西らと1958年の全国高校サッカー選手権出場し、優秀選手賞を受賞した。
一年浪人後中央大学に進むが実家が倒産。父親から金は送れないから広島に帰って来いと言われたが、大学4年間は育英資金と500人いた学生寮食堂のアルバイトで苦学し通う。在学中の1962年には、同郷の小城得達、桑原楽之、岡光龍三と共に活躍し、四半世紀振りとなる大学単独チームでの天皇杯獲得に貢献した。決勝の相手は長沼健、平木隆三、川淵三郎、宮本征勝ら日本代表を揃え三連覇を狙った古河電工だった。この年中大は大学選手権など、国内の全タイトルを獲った。1960年大学2年時にサッカー日本代表（当時の名称は全日本）に選ばれヨーロッパ遠征に参加。この時、当時の全日本監督高橋英辰とデットマール・クラマーに2ヶ月間寝食を共にして指導を受けた。その後、全日本では、川淵、釜本邦茂らと共にソビエト連邦への強化遠征に参加したほか、日本で開催された日本、ソ連、スウェーデンの3か国による対抗戦にも出場している。
1962年大学卒業時には実業団の多くの強豪チームから声が掛かったが、日立製作所本社サッカー部に入部。日立サッカー部からは誘われたわけではなく、電機業界の将来性に魅力を感じ、自身で日立製作所を選んだ。野村の入社以降、日立は中大出身者が増えた。同サッカー部に入部すると身長165cm・体重64kgと小柄ながら、豊富な運動量でエースストライカーとして君臨。入団3年目だった1965年には創設された日本サッカーリーグ(JSL)の第1回得点王(15得点)に輝いた。元来負けず嫌いの性格で、1964年東京オリンピックに選ばれなかった悔しさが強かったという。野村によれば、当時のサッカー日本代表は、体が大きな人しか選ばれなかったと話している。当時の日立の社員は8万人。この時代の実業団に所属するサッカー選手は、会社の業務も重要だったため、JSL第1回得点王と名前が新聞等にも大きく取り上げられて、仕事上営業にも役立ったという。
また1967年の豊田織機戦で、1試合4アシストのJSL記録（ギネスブックに現在も残る）を残す。日立は低迷していたが1969年、高橋英辰が監督就任。高橋は野村を軸にチームを構成すればチームの再建は可能、と野村を攻守の切り替え・中盤の繋ぎ役（リンクマン）に抜擢した。新婚で千葉の社宅に住んでいたが、高橋から「そんなところにいてはダメだ」と言われ練習場の近くに引越しをさせられたという。高い戦術眼を生かして、一段低い中盤にポジションを移した野村は攻められれば厚い守りとなり、ボールを奪えば、後方からわき上がるように次々と走り出す「走る日立」の主将・中心選手として活躍、チームを立て直し1972年、日立唯一のリーグ優勝をもたらした。またこの年32歳で日本年間最優秀選手賞にも選ばれた。
この年と翌1973年連続得点王になった松永章にも再三、野村からの好パスが供給された。「身長が足りない」といわれ、一度も代表選手には選ばれなかったが、リンクマン野村はJSLの歴史を見渡しても、相手をかわし正確な長短距離パスを送られる唯一のMFだったとも称された。1974年には兼任コーチとなり、ブラジルのSEパルメイラスにて2か月間の強化合宿に参加。当時ブラジル代表だったエメルソン・レオンらと共に練習し、技術・戦術の指導を受けた。その後、40歳まで現役選手を続けた。引退後の1979年から3シーズンにわたり日立の監督を務める。同時期、当時低迷していた母校・中大のコーチも兼任。早野宏史、久米一正、金田喜稔らを指導強化し、1980年の第29回全日本大学サッカー選手権大会で優勝に導いている。

### 引退後
社業では日立に入社して最初の配属先は、出来たばかりのコンピュータ部門で、ここでコンピューターの外販の営業を担当した。その後日立製作所情報システム営業本部特販営業部課長を経て、日立マクセルに移り、東京P1支店副支店長、同特販営業本部部長などを務め企業戦士としても成功した。
青山学院大学サッカー部コーチの他、1989年から川淵三郎の要請で、日本サッカー協会・Jリーグマッチコミッショナー、オフィシャル・コミッサリー（副委員長）などを2014年まで25年間務め、審判員の人材育成などを担当した。川淵は共にクラマーに教えを受けたのち、一時日本のサッカーに情熱を失い、ヤリ手営業マンとして成功した点など、Jリーグ発足までの経歴が少し似ておりウマが合うようで、好き嫌いのはっきり分かれる川淵だが、野村は人生で出会った中で最も魅力的な人物、と川淵を評している。JSL初代得点王という事で、第1回Jリーグアウォーズでの、Jリーグの初代得点王になったラモン・ディアスのプレゼンターも務めた。2006年からはJリーグ規律委員会委員長を務めた。
2014年、日本サッカー殿堂に特別選考により選出された。
1980年から調布市深大寺北町に居住している。80歳を超えてなお、シニアリーグでプレーを続けている。

## 個人成績
| 国内大会個人成績 | 国内大会個人成績 | 国内大会個人成績 | 国内大会個人成績 | 国内大会個人成績 | 国内大会個人成績           | 国内大会個人成績 | 国内大会個人成績 | 国内大会個人成績 | 国内大会個人成績 | 国内大会個人成績 | 国内大会個人成績 |
| 年度             | クラブ           | 背番号           | リーグ           | リーグ戦         | リーグ戦                   | リーグ杯         | リーグ杯         | オープン杯       | オープン杯       | 期間通算         | 期間通算         |
| 年度             | クラブ           | 背番号           | リーグ           | 出場             | 得点                       | 出場             | 得点             | 出場             | 得点             | 出場             | 得点             |
| 日本             | 日本             | 日本             | 日本             | リーグ戦         | リーグ戦                   | JSL杯            | JSL杯            | 天皇杯           | 天皇杯           | 期間通算         | 期間通算         |
| ---------------- | ---------------- | ---------------- | ---------------- | ---------------- | -------------------------- | ---------------- | ---------------- | ---------------- | ---------------- | ---------------- | ---------------- |
| 1965             | 日立             |                  | JSL              |                  | 15                         | -                | -                |                  |                  |                  |                  |
| 1966             | 日立             |                  | JSL              |                  |                            | -                | -                |                  |                  |                  |                  |
| 1967             | 日立             |                  | JSL              |                  |                            | -                | -                |                  |                  |                  |                  |
| 1968             | 日立             |                  | JSL              |                  |                            | -                | -                |                  |                  |                  |                  |
| 1969             | 日立             |                  | JSL              |                  |                            | -                | -                |                  |                  |                  |                  |
| 1970             | 日立             |                  | JSL              |                  |                            | -                | -                |                  |                  |                  |                  |
| 1971             | 日立             |                  | JSL              |                  |                            | -                | -                |                  |                  |                  |                  |
| 1972             | 日立             |                  | JSL1部           | 13               |                            | -                | -                |                  |                  |                  |                  |
| 1973             | 日立             |                  | JSL1部           |                  |                            |                  |                  |                  |                  |                  |                  |
| 1974             | 日立             |                  | JSL1部           |                  |                            | -                | -                |                  |                  |                  |                  |
| 1975             | 日立             |                  | JSL1部           |                  |                            | -                | -                |                  |                  |                  |                  |
| 通算             | 日本             | 日本             | JSL1部           | 136              | 36\|\|\|\|\|\|\|\|\|\|\|\| |                  |                  |                  |                  |                  |                  |
| 総通算           | 総通算           | 総通算           | 総通算           | 136              | 36\|\|\|\|\|\|\|\|\|\|\|\| |                  |                  |                  |                  |                  |                  |

## 監督成績
| 年度 | 所属   | クラブ | リーグ戦 | リーグ戦 | リーグ戦 | リーグ戦 | リーグ戦    | リーグ戦 | カップ戦 | カップ戦 |
| 年度 | 所属   | クラブ | 順位     | 試合     | 勝点     | 勝利     | 引分        | 敗戦     | JSL杯    | 天皇杯   |
| ---- | ------ | ------ | -------- | -------- | -------- | -------- | ----------- | -------- | -------- | -------- |
| 1979 | JSL1部 | 日立   | 3位      | 18       | 44       | 8        | 5PK勝 2PK敗 | 3        | ベスト8  | ベスト4  |
| 1980 | JSL1部 | 日立   | 5位      | 18       | 19       | 8        | 3           | 7        | 準優勝   | ベスト4  |
| 1981 | JSL1部 | 日立   | 7位      | 18       | 13       | 5        | 3           | 10       | ベスト8  | 2回戦    |

## 註
1. 1 2 3 4 5 6 7 8 9 10 11 12 13  “野村六彦 NOMURA Mutsuhiko –掲額者”. 日本サッカー殿堂.  日本サッカー協会 (2014年). 2015年3月21日時点のオリジナルよりアーカイブ。2021年5月9日閲覧。
2. 1 2 3 4 5 6 7 8 9  国吉好弘 (2021年4月13日). “「営業にも役立った」受賞トロフィー。JSLの初代得点王は日立の「忍者」野村六彦 J前夜を歩く第32回”. サッカーマガジンWeb.  ベースボール・マガジン社. 2021年5月7日時点のオリジナルよりアーカイブ。2021年5月9日閲覧。
3. ↑  「私が出会った和の匠 宮本輝紀」『週刊サッカーマガジン』2013年7月16日号、p68、7月23日号、p68
4. 1 2 3 4 5 6 7 8 9 10 11 12 13 14 15 16 17 18 19  “調布人図鑑 第55回　野村六彦さん　日本サッカー殿堂入り　（2017/10/30放送）”. J:COMチャンネル.  ジュピターテレコム (2017年11月13日). 2021年5月9日時点のオリジナルよりアーカイブ。2021年5月9日閲覧。
5. ↑  野村六彦さんが功労賞受賞 | 青山学院大学サッカー部OB
6. ↑  “超高齢社会・日本の「80歳以上のサッカーリーグ」に英紙も注目！ | 日本の高齢者はこんなにアクティブ”. クーリエ・ジャポン (2023年6月28日). 2023年6月28日閲覧。

## 著書
- 『Vゴール営業 成功の法則―サッカーに学ぶコンパクトチームづくり』日刊工業新聞社刊、1996年 ISBN 9784526039003